# Прапор Кіровоградської області
Пра́пор Кіровогра́дської о́бласті — один із офіційних символів Кіровоградської області. Він відображає історію й традиції області.

## Опис
Прапор Кіровоградської області затверджений рішеннями Кіровоградської обласної ради від 29 липня 1998 року № 24 та 23 жовтня 1998 року № 38. Являє собою прямокутне полотнище зі співвідношенням сторін 2:3, що складається з двох вертикальних рівновеликих смуг: малинової та жовтої, на малиновій смузі — зображення жовтого орла, що становить 2/3 висоти полотнища.
Зображення орла в геральдиці вважається символом мужності та великодушності, проникливості та справедливості, сили і влади, у дохристиянських уявленнях співвідноситься з небом і світлом (сонцем), а в християнській символіці передає ідею вічності праведного життя. В обох випадках знак орла — емблема, що символізує рідну землю, спадковість її від пращурів, духовне відродження нащадків.
Золото (жовтий колір) символізує багатство, справедливість, великодушність; малиновий — гідність, силу, могутність.
Автори прапора області — В. Є. Кривенко і К. В. Шляховий.